# Данило Апостол
Дани́ло Апо́стол (нар. 4 (14) грудня 1654 — 17 (29) січня 1734) — український військовий, політичний і державний діяч. Гетьман Війська Запорозького, голова Гетьманщини на території Лівобережної України (1727–1734). Представник козацького роду Апостолів волоського походження. Син Павла Апостола. Народився на Полтавщині. Двічі обіймав посаду миргородського полковника (1682–1686, 1693–1727). Учасник азовсько-дніпровських походів 1695–1696 року, організованих Московією до османських володінь у Північному Причорномор'ї. 1696 року розбив на річці Ворсклі кримського хана Селіма І та прокримського гетьмана Петрика. Брав участь у Північній війні 1700–1721 років проти Швеції. 1701 року призначений наказним гетьманом, водив козаків до Ліфляндії, відзначився у битві під Ераствером. 1704 року делегований Петром І на чолі 3-тисячного корпусу козаків на допомогу королю Речі Посполитої Августу II. 1705 року брав участь у битві під Варшавою, але через сварку із московським командуванням самовільно повернувся в Україну. 28 жовтня 1708 року підтримав союз гетьмана Івана Мазепи з Карлом ХІІ проти Москви, але 21 листопада перейшов на бік царя Петра І. Зберіг за собою полковницький уряд і маєтності. Командував козаками в ранзі наказного гетьмана в Прутському поході 1711 року та Перському поході 1722 року. Втратив око в боях під Дербентом. 1723 року був серед підписантів Коломацьких чолобитних до Петра І з проханням ліквідації Малоросійської колегії та відновлення козацьких прав і вольностей. Через це 1724 року арештований за наказом царя і ув'язнений у Петропавлівській фортеці. Звільнений після смерті Петра І, але рік пробув під вартою в Санкт-Петербурзі. 1 (12) жовтня 1727 року обраний гетьманом на старшинській раді. У відповідь на чолобитну російському царю Петру ІІ з проханням розширити автономію Війська Запорозького, отримав від нього «Рішительні пункти», що обмежували козацьке самоврядування. Керував країною під наглядом російського резидента. Провів адміністративну, судову і земельну реформи. Помер 1734 року у Великих Сорочинцях. Похований у збудованій ним Спасо-Преображенській церкві.

## Учасник походів
Учасник азовсько-дніпровських походів 1695–1696 року, організованих Московським царством до османських володінь у Північному Причорномор'ї. 1696 року розбив на річці Ворсклі кримського хана Селіма І та прокримського гетьмана Петрика.
Брав участь у Північній війні 1700-1721 років проти Шведської імперії. 1701 року призначений наказним гетьманом, водив козаків до Ліфляндії, відзначився у битві під Ераствером. 1704 року делегований Петром І на чолі 3-тисячного корпусу козаків на допомогу королю Речі Посполитої Августу II. 1705 року брав участь у битві під Варшавою, але через сварку із московським командуванням самовільно повернувся на Україну.
28 жовтня 1708 року підтримав союз гетьмана Івана Мазепи з Карлом ХІІ проти Москви, але 21 листопада перейшов на бік царя Петра І. Зберіг за собою полковницький уряд і маєтності. Командував козаками в ранзі наказного гетьмана в Прутському поході 1711 року та Перському поході 1722 року. Втратив око в боях під Дербентом. 1723 року був серед підписантів Коломацьких чолобитних до Петра І з проханням ліквідації Малоросійської колегії та відновлення козацьких прав і вольностей. Через це 1724 року арештований за наказом імператора і ув'язнений у Петропавлівській фортеці. Звільнений після смерті Петра І, але рік пробув під вартою в Санкт-Петербурзі.

## Гетьманство
1 (12) жовтня 1727 року обраний гетьманом на старшинській раді. У відповідь на чолобитну російському імператору Петру ІІ з проханням розширити автономію Війська Запорозького, отримав від нього «Рішительні пункти», що обмежували козацьке самоврядування. Керував країною під наглядом російського резидента. Провів адміністративну, судову і земельну реформи.
Помер 1734 року у Великих Сорочинцях. Похований у збудованій ним Спасо-Преображенській церкві.

## Біографія

### Миргородський полковник
Данило Апостол народився в селі Великі Сорочинці на Полтавщині. Походив з відомого козацько-старшинського роду Апостолів, які майже 80 років з 1659 по 1736 роки тримали в своїх руках полковницький уряд у Миргородському полку (Павло, Данило, Павло Апостоли) і мав молдавське боярське походження.
У 1682 році обраний миргородським полковником, у 1687 після Коломацького перевороту звільнений з посади гетьманом Іваном Мазепою як прибічник попереднього гетьмана Івана Самойловича. У 1693 році знову обраний на полковий уряд до 1727 року. Відзначився під час Азовських походів, у 1696 разом з гадяцьким полковником Боруховичем розбив на річці Ворсклі війська кримського хана та гетьмана ханської України Петрика. Здобував фортеці Кизикермен і Очаків.
У Північній війні 1700–1721 рр. відзначився в боях під Ерестофером в Лівонії в 1701 році та в битві під Варшавою в 1705 році.
Був одним з фігурантів справи Іскри та Кочубея. Коли Мазепа дізнався про донос переказаний Петром Яценко (Яковлевим), надіслав 500 осіб в околиці Диканьки, щоб арештувати змовників, однак Данило Апостол попередив їх, після чого вони втекли під опіку Федора Осипова на Слобожанщину. Під час допиту в квітні 1708 р. Іван Іскра повідомляв, що Данила Апостола хотіли зробити новим гетьманом.
Данило Апостол був прихильником незалежницької політики гетьмана Івана Мазепи та одним з активних учасників вироблення положень українсько-шведського союзу. 25 жовтня 1708 року разом з українськими полками приєднався до шведської армії. Проте в листопаді, проаналізувавши причини перших воєнних невдач шведських військ в Україні, перейшов на бік Петра I. За Апостолом було залишено уряд миргородського полковника та всі його маєтки.
У 1711 році брав участь у Прутському поході як наказний гетьман українського війська.
У 1722 році Данило Апостол на чолі козацьких частин (10 тисяч чоловік) брав участь у складі російської армії у поході проти Персії.
Ставши одним з найближчих співробітників наказного гетьмана Павла Полуботка, разом із значною частиною генеральної старшини виступав проти обмеження державних прав України Малоросійською колегією. Став ініціатором вироблення Коломацьких петицій 1723 року. Опозиційна діяльність української старшини щодо російської політики в Україні привела до арешту наприкінці 1723 року Павла Полуботка, Якова Лизогуба, Василя Жураковського, Д. Володковського та цілого ряду інших старшин за наказом Петра І і ув'язнення їх в Петропавловській фортеці.

### Гетьман
Після смерті Петра I у січні 1725 року Данило Апостол був звільнений на початку 1725 року.
Влітку 1727 уряд Петра II, зважаючи на зростаючу напруженість російсько-османських відносин і підготовку нової війни, прагнув залучити на свій бік козацьку старшину. Імператор ліквідував першу малоросійську колегію і дозволив обрати нового гетьмана.
1 (12) жовтня 1727 року на генеральній раді у місті Глухові Апостола було обрано гетьманом. У 1728 році новообраний гетьман їздив на коронацію Петра II, де подав петицію про відновлення державних прав України на основі Березневих статей 1654. У відповідь на гетьманську петицію російський уряд видав так звані «Рішительні пункти» 1728 року, які, ставши своєрідною конституцією Гетьманщини, значно обмежували гетьманську владу і політичну автономію Лівобережної України.
Зважаючи на реальні обставини, Апостол взявся за проведення ряду управлінських і соціально-економічних реформ, які значно упорядкували державне життя Гетьманщини:
1. У 1729–1731 роках було проведено так зване Генеральне слідство про маєтності. Під час проведення дослідження на основі документів і повідомлень старших людей було визначено і повернуто в державне користування рангові (державні) землі, які були безпідставно захоплені в приватне володіння.
2. Було проведено реорганізацію фінансової системи України, вперше встановивши точний бюджет державних видатків, які становили 144 тисячі карбованців.
3. Продовжував здійснювати судову реформу, розпочату Павлом Полуботком; в 1730 році видав «Інструкцію українським судам», де встановлювався порядок апеляції у судових справах[6] .
4. Відстоювались інтереси української торгівлі у руслі вимагань від російського уряду зміни дискримінаційної торговельної системи, запровадженої ще Петром I. На початку 1728 року Данило Апостол зібрав у Глухові представників купецтва і гостро поставив питання перед російським урядом про скасування заборони (ембарго) на експорт традиційних українських товарів — зерна, воску, шкіри, прядива та інше.
5. Незважаючи на опір російського уряду, було відновлено право гетьмана призначати Генеральну Військову Канцелярію та полковників.
6. Значно було зменшено кількість росіян у гетьманській адміністрації (натомість до влади прийшли вихідці з півдня — волохи та серби[7]). Їм було заборонено купувати землі в Україні. Українські адміністративні органи отримали наказ про матеріальне сприяння тим з росіян, хто бажав виїхати з України. Кількість російських полків в Україні було обмежена до шести.
7. Київ з-під влади генерал-губернатора було переведено під юрисдикцію гетьмана. Під гетьманську владу були повернуті запорожці, які з 1708 року були змушені жити на території Кримського ханства. Вони отримали також право на заснування в 1734 році Нової Січі на річці Підпільній.

Данило Павлович Апостол помер і похований у селі Сорочинцях (тепер Великі Сорочинці Миргородського району Полтавської області) у зведеній за його кошти церкві Преображення Господнього.

## Сім'я

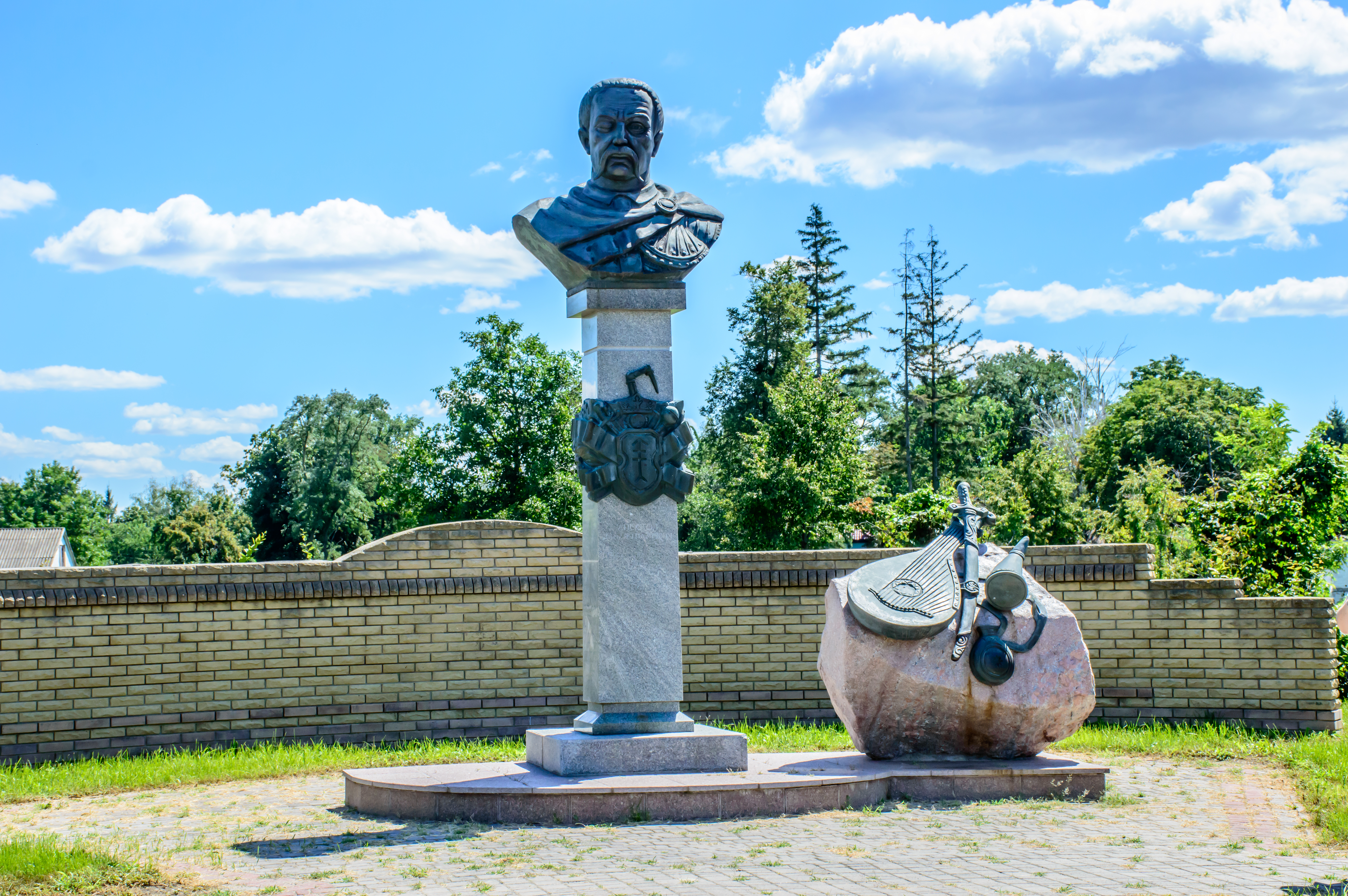
Пам'ятник Данилу Апостолу у селі Великі Сорочинці

Павло Апостол
Петро Апостол: Марта: Ганна (старша): Параска: Тетяна: Марія: Ганна (молодша)

## Вшанування пам'яті

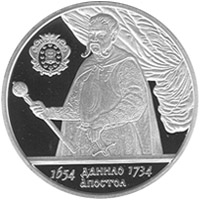
Пам'ятна монета НБУ присвячена Данилу Апостолу

- 18 серпня 2006 року Президент України Віктор Ющенко відкрив пам'ятник гетьману у селі Великі Сорочинці. Пам'ятник Данилу Апостолу стоїть поруч з церквою Преображення Господнього, де поховано гетьмана. Пам'ятник являє собою бюст гетьмана, поруч з яким знаходяться козацькі фляга, бандура та інші речі.
- 26 листопада 2015 року у місті Дніпро вулицю Валявка перейменували на вулицю Данила Апостола.
- 20 травня 2015 року у місті Полтава вулицю Боженка перейменували на вулицю Данила Апостола[8].
- 5 грудня 2020 року 44 окремій артилерійській бригаді Збройних сил України присвоєно почесне найменування «імені гетьмана Данила Апостола»[9].
- 25 серпня 2022 року Київська міська рада перейменувала вулицю Кемеровську на вулицю Гетьмана Данила Апостола.
- 16 листопада 2022 року в місті Кременчук тупик Степана Разіна перейменували на тупик Данила Апостола
- 3 січня 2023 року у місті Шостка вулицю Гречка перейменовано на вулицю Данила Апостола.[10]
- 28 квітня 2023 року у місті Нікополь вулицю Курську перейменували на вулицю Гетьмана Данила Апостола.[11]
- 18 червня 2024 року у місті Олександрія вулицю Радищева перейменували на вулицю Данила Апостола.
- 26 липня 2024 року у місті Первомайськ вулицю Михайла Тухачевського перейменували на вулицю Данила Апостола.[12]